# Charles Douglas (1er baronnet)
Pour les articles homonymes, voir Charles Douglas.
Le contre-amiral Sir Charles Douglas, 1er baronnet de Carr (1727 - 17 mars 1789) est un descendant du comte de Morton et un officier de la marine de la Grande-Bretagne. Il est particulièrement connu pour son rôle dans la bataille des Saintes pendant la guerre d'indépendance américaine où il a aidé à établir la tactique nommée "Breaking the line".

## Début de carrière
Il est né à Carr, Perthshire, Écosse, fils de Charles Ayton et Christian Douglas Hepburn de Kinglassie. On sait peu de choses sur les premières années de sa vie, bien qu'il soit établi qu'il pouvait parler six langues. Il rejoint la Royal Navy à l'âge de 12 ans, et passe quelque temps aux Pays-Bas avant de reprendre sa carrière avec les Britanniques.

## Guerre de Sept ans
Il est aspirant lors du siège de Louisbourg (1745), promu lieutenant en 1753 et capitaine de frégate en 1759. D'ici la fin de la guerre en 1763, il est capitaine du HMS Siren (1745). Tout en commandant la Siren, Sir Charles  relate l'attaque sur St. John's et prend part à la reconquête de Terre-Neuve.
Après la guerre, Sir Charles part à Saint-Pétersbourg pour aider à organiser la marine de Russie pour Catherine la Grande en 1764 et 1765.
Il est élu membre de le Royal Society en mai 1770, pour la réalisation d'«une série d'expériences curieuses pour déterminer les différents degrés de froid à différentes profondeurs dans la mer».

## Guerre d'indépendance américaine
Après la guerre d'indépendance américaine qui éclate au Nord en 1775, Douglas reçoit le commandement d'un escadron pour venir en aide à Québec dans la bataille de Québec (1775). Quand il arrive dans le golfe du Saint-Laurent, il décide de briser la glace et réussit à faire son chemin jusqu'au fleuve, surprenant les Américains et les mettant en fuite. Il est également chargé de la création d'une marine à partir de zéro pour combattre dans le lac Champlain, cette petite flotte déroute les Américains sous Benedict Arnold. En 1777, il est fait baronnet pour son service au Québec. En tant que capitaine du HMS Stirling Castle, il prend part à la bataille d'Ouessant.

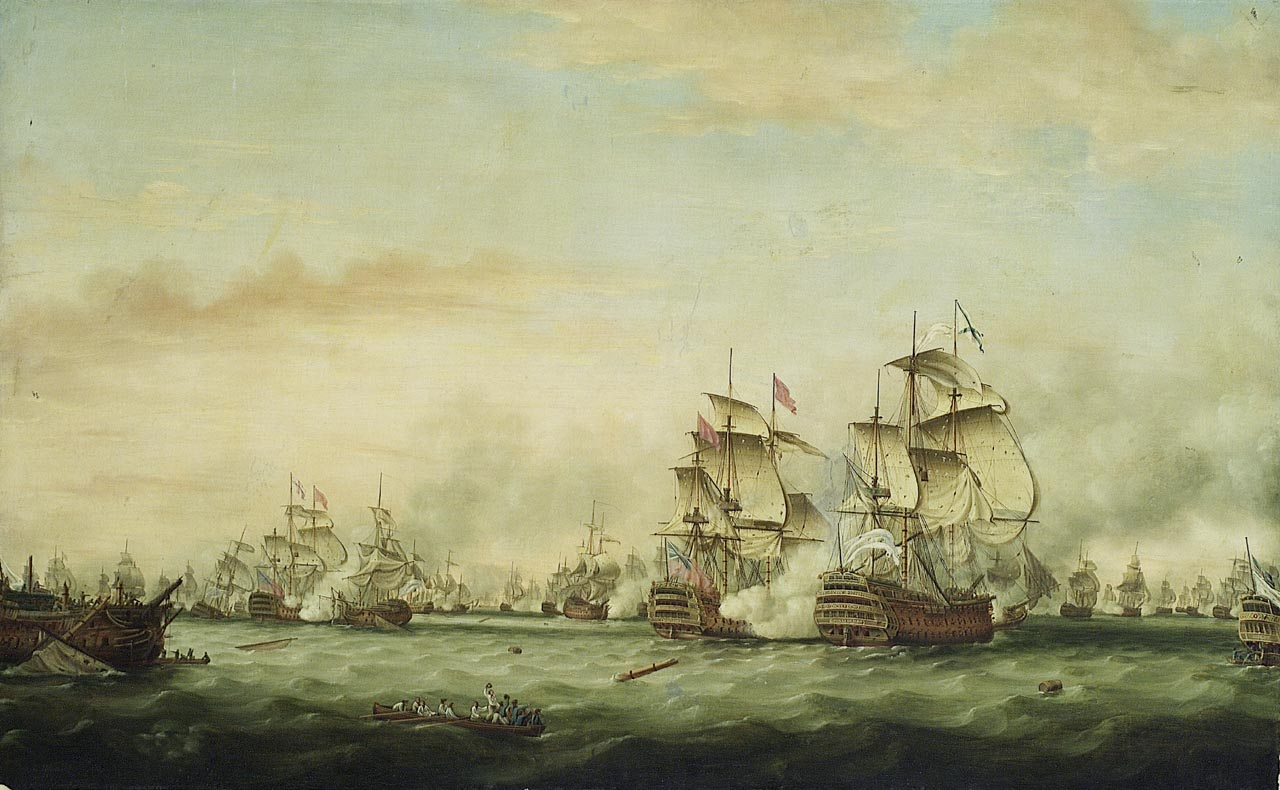
La Bataille des Saintes, 12 avril 1782 : abandon de la Ville de Paris par Thomas Whitcombe, peint 1783

En 1781, Sir Charles est capitaine de la flotte pour George Brydges Rodney, et est avec Rodney sur son navire amiral, le Formidable, à la bataille des Saintes au large de la Dominique, où le 12 avril 1782, ils battent le comte de Grasse en brisant la ligne française. Douglas est crédité par beaucoup, y compris Sir Charles Dashwood (aspirant présent à l'époque qui devient plus tard un amiral lui-même), d'avoir eu l'idée de la manœuvre, mais c'est sujet à beaucoup de débats.
En 1783, il est fait le commandant en chef de l'Amérique du Nord à Halifax, Nouvelle-Écosse, mais démissionne en raison d'un conflit. En 1787, il est contre-amiral, et en 1789 est de nouveau nommé commandant de la Nouvelle-Écosse, mais est mort d'apoplexie avant de prendre son poste.

## Carrière navale
- 1740 Rejoint Royal Navy à l'âge de 12 ans
- 1745 Aspirant au siège de Louisbourg
- 1747 Past-Midshipman sur l'HMS Centurion
- 1753 Lieutenant de la Royal Navy
- 1759 Promu au grade de commandant, Commandant du HMS Boscawen
- 1761 Fait Post-Captain ; commandant du HMS Unicorn, 28 canons
- 1762 Commandant du HMS Siren (1745), 20 canons, Terre-Neuve
- 1763 Commandant du HMS Tweed (1759), 32 canons, Terre-Neuve
- 1767 Commandant du HMS Emerald, 32 canons
- 1770 Commandant du HMS St. Albans, 61 canons
- 1775 Commandant du HMS Isis, 50 canons, Québec
- 1776 Commodore responsable de la construction de la flotte du lac Champlain
- 1777 Commandant du HMS Stirling Castle, 64 canons
- 1778 Commandant du HMS Duke, 98 canons, Channel Fleet
- 1781 Le capitaine de la flotte d'André, 1er baron Rodney, navire amiral HMS Formidable, Antilles
- 1783 Commodore et commandant en chef de la gare de Halifax, le HMS Assistance, 50 canons, le HMS Hermione, 32 canons
- 1787 Promu contre-amiral
- 1789 Commandant en chef de la North America Station, HMS London Man, 50 canons